# Universität Dillingen
Die Universität Dillingen bestand von 1551 bis 1803 in der schwäbischen Stadt Dillingen an der Donau. Ihre vorrangige Aufgabe bestand in der Ausbildung des Pfarrernachwuchses und des katholischen Adels in Süddeutschland. Sie war zunächst der einzige Versuch, den dominikanisch-thomistischen Zweig der spanischen Spätscholastik nach Deutschland zu übertragen. Historische Bedeutung erlangte sie aber in erster Linie als erste voll ausgeprägte Jesuiten-Universität auf dem Boden des Heiligen Römischen Reiches Deutscher Nation. Daneben war sie die erste bestandsfähige Universitätsstiftung eines geistlichen Fürsten im deutschen Raum.

## Geschichte

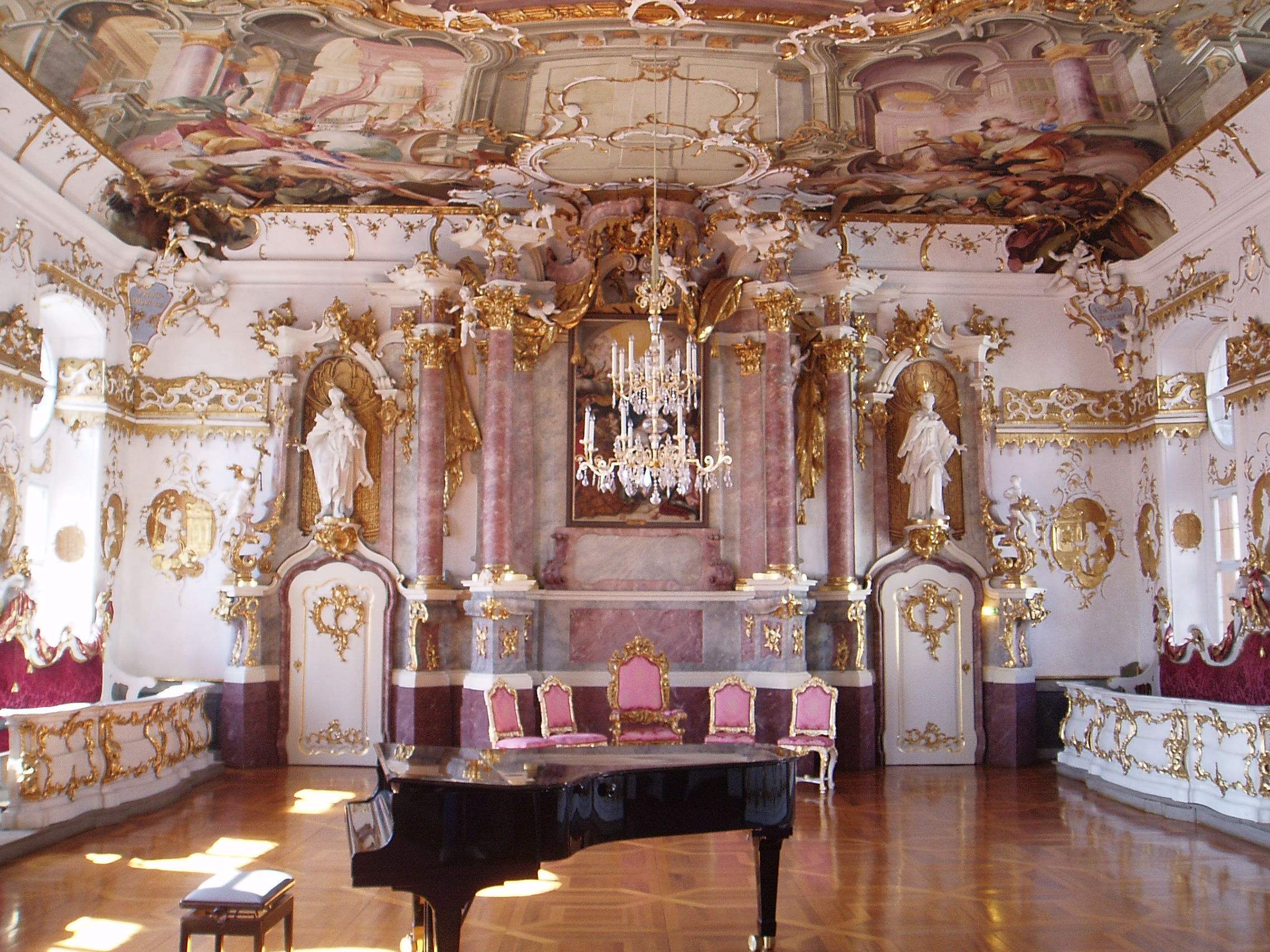
Der Goldene Saal, Kongregationssaal der ehemaligen Universität in Dillingen. Der Rokokoschmuck entstand zwischen 1761 und 1764.

1549 wurde das „Collegium St. Hieronymi“ als Folge der Reformen des Konzils von Trient durch den Augsburger Bischof und Kardinal Otto Truchseß von Waldburg am Sitz der von Augsburg nach Dillingen verlagerten hochstiftischen Regierung gegründet und am 1. März 1551 durch Papst Julius III. zur Universität erhoben. Die Erhebung und die damit verbundenen Privilegien wurden wiederum von Kaiser Karl V. am 30. Juni 1553 bestätigt. In diesen Gründerjahren mit sechs Lehrstühlen betrieben zunächst die Dominikaner unter Führung des bedeutenden Konzilstheologen von Trient Pedro de Soto, dem Beichtvater Kaiser Karls V., die Universität. Neben dem aus Spanien gekommenen Pedro de Soto lehrte außerdem der kaiserliche Hofkaplan und ehemalige Professor in Paris, der Spanier Martinus de Olave. Erster Rektor war der aus den spanischen Niederlanden stammende Petrus Endavianus. Neben den drei Spaniern lehrten auch drei Gelehrte von der Universität Löwen. Keiner der ersten Professoren stammte aus dem Reich. Nachdem de Soto im März 1555 von Reginald Pole nach Oxford geholt worden war, zielte Kardinal Otto, wohl beeinflusst durch seinen Berater, den Jesuiten Petrus Canisius, auf eine Übergabe der Universität an die Jesuiten. Die ersten Lehrstühle gingen am 20. Oktober 1563 an die spanischen Jesuiten Christoph Herrera, Hieronymus Torres, später Alfons Pisa genannt Pisanus (1567–1570) und Gregor de Valencia (1573–1575). Erst am 17. August 1564 erfolgte die formelle Übergabe der Universität an den Jesuitenorden.
Dabei bestand die Universität zunächst nur aus einer Artistischen und einer Theologischen Fakultät, die ab 1625 durch neue Jura-Lehrstühle langsam um eine Juristische Fakultät (ab 1743) und wenige Jahre später auch durch eine medizinisch-chirurgische Abteilung, die sich nicht mehr zu einer vollgültigen Fakultät entwickelte, ergänzt werden konnte.
Zur Einrichtung einer akademischen Buchdruckerei hatte Otto von Waldburg um 1550 den Drucker Sebald Mayer nach Dillingen geholt, der dort die erste Druckerei gründete. Diese Universitätsdruckerei wurde von 1576 bis 1615 von dessen Sohn Johann Mayer († 1615) übernommen. Von 1654 bis zum 30. November 1668 führte Johanns und Barbara Mayers Sohn Ignaz Mayer das Unternehmen, welches vor allem theologische, insbesondere von Jesuiten verfasste Drucke herstellte.
Im Zuge der Aufhebung des Jesuitenordens im Jahre 1773 fiel die Universität Dillingen an den bischöflichen Landesherrn, den Augsburger Fürstbischof Clemens Wenzeslaus von Sachsen, zurück und wurde schließlich 1803 infolge der Säkularisation von dem neuen Landesherrn, Kurfürst Maximilian IV. Joseph, dem späteren Bayerischen König Maximilian I., aufgelöst.
Als Nachfolgeinstitut schuf Kurfürst Maximilian IV. Joseph 1804 ein Lyzeum mit akademischem Rang, aus dem 1923 die „Philosophisch-Theologische Hochschule Dillingen“ hervorging. Diese wurde im April 1971 zugunsten des neu errichteten Katholisch-Theologischen Fachbereichs an der 1970 gegründeten Universität Augsburg, an den mehrere Professoren sowie die Studierenden aus Dillingen überwechselten, aufgelöst. Im Gebäude der Hochschule residiert seitdem die 1971 gegründete „Akademie für Lehrerfortbildung“, die 1996 in „Akademie für Lehrerfortbildung und Personalführung“ umbenannt wurde.
Die Universität Dillingen gilt allgemein als ein Brennpunkt der Allgäuer Erweckungsbewegung im 18./19. Jahrhundert.
Obwohl unabweisbar Traditionslinien von ihrer Katholisch-Theologischen Fakultät über die Philosophisch-Theologische Hochschule Dillingen bis zur dortigen Universität zurückreichen, versteht sich die Universität Augsburg heute weniger denn je als deren Nachfolgerin, sondern betont demgegenüber ihren Status als neu gegründete Reformuniversität.

## Wappen

Wappen der ehemaligen Universität Dillingen.

Die Universität Dillingen erhielt am 21. Mai 1554 mit dem Siegel ein neues Wappen. Das Schild ist in der unteren Hälfte geteilt. Die linke Hälfte ist blau unterlegt und führt einen gelben Hammer, der mit drei grünen Tannenzapfen umgeben ist. Darüber steht der lateinische Spruch „Iulius III. Jubilaeum VIII. condidit feliciter“ (dt. Papst Julius III. hat das 8. Jubiläum mit glücklichem Erfolg eröffnet). Die rechte Hälfte ist gelb unterlegt und trägt drei schwarze Löwen. Am oberen Schildrand schwebt eine Taube, die Feuerzungen ausstrahlt und den Heiligen Geist symbolisieren soll. Darüber steht die lateinische Überschrift „Verba mea quasi ignis et quasi malleus conterens petram“ (dt. Meine Worte gleichen dem Feuer und dem Hammer, der den Felsen zermalmt (Jer 23,29 )).
Die Tannenzapfen und die Löwen entstammen dem Familienwappen des Hauses Waldburg-Trauchburg. Der Hammer ist die Abbildung des vergoldeten Hammer, mit dem Papst Julius III. die Jubiläumspforte zum Heiligen Jahr 1550 öffnete. Der Papst schenkte diesen Hammer Otto Kardinal Truchseß von Waldburg-Trauchburg, Bischof von Augsburg und Stifter der Universität Dillingen, der ihn der Universität zur Ausstellung bei religiösen und akademischen Feierlichkeiten übergab.
Neben einer Abbildung in der von Wilhelm Weiß herausgegebenen Chronik von Dillingen ist ein in Stein gemeißeltes Wappen über dem Alten Tor der ehemaligen Universität, der heutigen Akademie für Lehrerfortbildung und Personalführung, in der Kardinal-von Waldburg-Str. 7 zu sehen.

## Bedeutende Professoren der Universität Dillingen

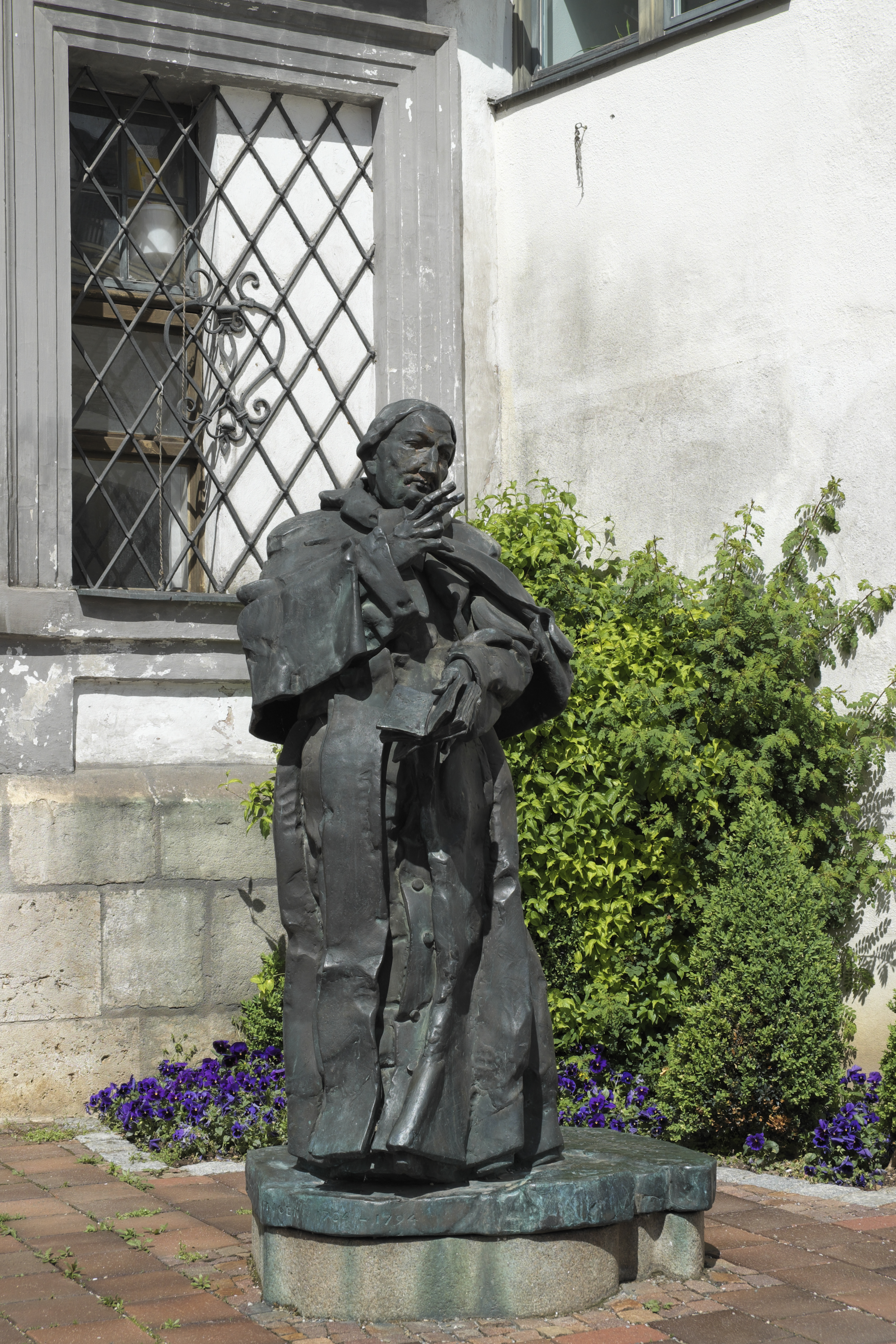
Skulptur von Johann Michael Sailer vor der Akademie für Lehrerfortbildung und Personalführung in Dillingen.

- Pedro de Soto (um 1500–1563), Dominikanertheologe und Berater des Kaisers Karl V.
- Wilhelm Damasi Lindanus (1525–1588), Bischof, Inquisitor und Professor der Theologie in von 1554 bis 1556 Dillingen
- Bartholomäus Kleindienst (vor 1530–1560), Dominikaner, Theologe und Professor der Heiligen Schrift in Dillingen
- Ferdinand Alber (1548–1617), Jesuit, 1569 Studium in Dillingen, dort Philosophieprofessor
- Sebastian Heiß (1571–1614), Jesuit und Kontroversist, Professor der Theologie bis 1609
- Georg Holzhai (1571–1646), Jesuit, Professor der Philosophie Anfang des 17. Jahrhunderts
- Adam Tanner (1572–1632), gilt als einer der größten jesuitischen Theologen, Professor der Theologie
- Paul Laymann (1575–1635), Jesuit, 1625–1632 der erste Professor für Kirchenrecht in Dillingen
- Andreas Brunner (1589–1650), Jesuit, Historiker („Bairischer Livius“) und Dichter, ab 1622 Professor der Moraltheologie und Prediger in Dillingen
- Heinrich Wangnereck (1595–1664), Jesuit, Theologe und Philosoph, Kanzler der Universität
- Albert Curtz (1600–1671), Jesuit, Schriftsteller und Übersetzer, sowie bedeutender Astronom
- Kaspar Manz (1606–1677), Rechtswissenschaftler und Kanzler von Pfalz-Neuburg, 1635 Professor der Institutionen
- Ehrenreich Pirhing (1606–1679), Theologe und Kirchenrechtler, 1643–1646 Professor des Kirchenrechts, 1658–1671 Professor des Kirchenrechts und für Bibelexegese
- Christoph Haunold (1610–1689), Jesuit, Philosoph, Theologe und Hochschullehrer, 1642 bis 1645 Professor der Philosophie
- Heinrich Henrich (1614–1682), Professor für Exegese und Kanzler der Universität
- Melchior Friderich (1654–1709), Professor des Kirchenrechts von 1693 bis 1700
- Johann Christoph Raßler (1654–1723), Jesuit, seit 1691 Professor für Moraltheologie und Dogmatik, von 1714 bis 1716 Rektor
- Franz Schmalzgrueber (1663–1735), Kirchenrechtler, 1698 Professur der Logik, 1702 der Moral sowie 1705 Professur des kanonischen Rechts; 1716 bis 1724 und 1730 bis 1735 Kanzler der Universität
- Vitus Pichler (1670–1736), Jesuit, Professor des Kirchenrechts
- Daniel Stadler (1705–1764), Jesuit, Historiker, Beichtvater und Berater des Kurfürsten Maximilian III. Joseph von Bayern, Ordinarius für Philosophie
- Berthold Hauser (1713–1762), Jesuit, Professor der Mathematik, lehrte außerdem Philosophie und Hebräisch
- Joseph Mangold (1716–1787), Jesuit, 1763 bis 1770 Professor der Dogmatik
- Johann Michael Sailer (1751–1832), katholischer Theologe und Bischof von Regensburg, 1784–1794 Professor für Theologie
- Joseph von Weber (1753–1831), Naturwissenschaftler und Theologe
- Patritius Benedikt Zimmer (1752–1820), katholischer Theologe
- Johann Balthasar Gerhauser (1766–1825), ab 1795 Professor der Dogmatik und Exegese, ab 1812 der Hermeneutik und Exegese
- Maurus Hagel (1780–1842), bayerischer Benediktinermönch und katholischer Theologe, ab 1824 Professor für Dogmatik und Exegese am Lyzeum

## Liste der Rektoren der Universität Dillingen
- Petrus Endavianus trat als Rektor des Kollegiums noch vor der Erhebung zur Universität zurück.
- 1. Cornelius Herlenus von Rosenthal, Rektor vom 1. März 1551 (= Tag der Erhebung des Kollegiums zur Universität) bis 17. August 1564
- 2. Heinrich Dionysius vom 17. August 1564 bis 28. März 1565
- 3. Theodorich Dionysius vom 28. März 1565 bis ? März 1585
- 4. Richard Haller vom 5. Mai 1585 bis ? Januar 1589
- 5. Julius Priscianensis vom ? Januar 1589 bis ? Dezember 1589
- 6. Andreas Sylvius vom 9. Dezember 1589 bis 9. Mai 1594
- 7. Matthias Mayrhofer vom 9. Mai 1594 bis 1. November 1599
- 8. Julius Priscianensis vom 1. November 1599 bis 16. Dezember 1603
- 9. Christoph Grenzing vom 16. Dezember 1603 bis 1. August 1618
- 10. Petrus Gottrau vom 1. August 1618 bis 19. Oktober 1622
- 11. Johann Mocquetius vom 19. Oktober 1622 bis 6. Januar 1625
- 12. Johann Siegersreitter vom 6. Januar 1625 bis 30. April 1631
- 13. Wolfgang Gravenegg vom 30. April 1631 bis 13. Mai 1635
- 14. Georg Reeb vom 13. Mai 1635 bis 8. April 1640
- 15. Georg Stengel vom 8. April 1640 bis 12. April 1643
- 16. Johann Bernhard vom 12. April 1643 bis 30. September 1644
- 17. Heinrich Lampartner vom 30. September 1644 bis 29. September 1647
- 18. Adam Griesser vom 6. Oktober 1647 bis 6. Oktober 1650
- 19. Sigmund Schnuernberger vom 6. Oktober 1650 bis 6. Oktober 1653
- 20. Nikolaus Wysing vom 6. Oktober 1653 bis 8. Oktober 1656
- 21. Sigmund Schnuernberger vom 8. Oktober 1656 bis ? April 1662
- 22. Franz Strobel vom 5. September 1662 bis 27. April 1668
- 23. Johann Schirmbeck vom 4. Dezember 1668 bis 19. August 1671
- 24. Johann Thanner vom 14. Oktober 1671 bis 24. April 1674
- 25. Christoph Meindl vom 17. Juni 1674 bis 8. September 1678
- 26. Jakob Prugger vom 8. September 1678 bis 16. Oktober 1681
- 27. Franz Rhem vom 16. Oktober 1681 bis 13. November 1685
- 28. Friedrich Ininger vom 13. November 1685 bis 15. Januar 1690
- 29. Eustach Furtenbach vom 27. Januar 1680 bis 6. Juni 1693
- 30. Franz Baroni vom 16. Juni 1693 bis 13. Januar 1697
- 31. Georg Spiznagel vom 13. Januar 1697 bis 9. Juni 1700
- 32. Johann Banholzer vom 9. Juni 1700 bis 10. Januar 1705
- 33. Johann Frölich vom 1. Februar 1705 bis 24. März 1706
- 34. Franz Bryat vom 29. August 1706 bis 27. Februar 1708
- 35. Andreas Paul vom 2. August 1708 bis 8. Oktober 1711
- 36. Simon Zanna vom 8. Oktober 1711 bis 15. Oktober 1714
- 37. Johann Christoph Raßler vom 15. Oktober 1714 bis 17. September 1716
- 38. Johann Banholzer vom 17. September 1716 bis 12. Oktober 1719
- 39. Georg Prugger vom 12. Oktober 1719 bis 7. Dezember 1722
- 40. Paul Zettl vom 7. Dezember 1722 bis 12. Dezember 1725
- 41. Franz Mossu vom 12. Dezember 1725 bis 11. November 1727
- 42. Joseph Mayr vom 11. November 1727 bis 28. Februar 1730
- 43. Jakob Spreng vom 28. Februar 1730 bis 14. April 1733
- 44. Konrad Vogler vom 14. April 1733 bis 29. April 1736
- 45. Franz Halden vom 29. April 1736 bis 4. August 1739
- 46. Franz Xaver Jacolet vom 4. August 1739 bis 18. Oktober 1742
- 47. Adam Dichel vom 18. Oktober 1742 bis 12. Mai 1743
- 48. Georg Hermann vom 16. Juli 1743 bis 25. Oktober 1746
- 49. Jakob Dedelley vom 25. Oktober 1746 bis 23. Oktober 1749
- 50. Petrus Froidevaux vom 13. November 1749 bis 5. Oktober 1752
- 51. Sebastian Hundertpfund vom 5. Oktober 1752 bis 30. März 1756
- 52. Ignaz Thierbeck vom 30. März 1756 bis 10. Juni 1759
- 53. Johann Bernstich vom 10. Juni 1759 bis 6. November 1762
- 54. Joseph Zwinger vom 9. November 1762 bis 17. Mai 1763
- 55. Johann Bernstich vom 1. Juni 1763 bis 9. Oktober 1766
- 56. Joseph Mangold vom 13. Oktober 1766 bis 13. November 1769
- 57. Sigmund Raith vom 19. November 1769 bis 29. Oktober 1772
- 58. Joseph Gräbl vom 29. Oktober 1772 bis ? Oktober 1773
- 59. Christian Anton von Sichlern (Hofrat) vom ? 1773 bis ? 1799
- 60. Philipp von Frech (Hofrat) vom ? 1799 bis ? 1803